# Jodhaa Akbar
Jodhaa Akbar (hindi: जोधा अकबर; urdú: جودھا اکبر) és una pel·lícula índia del 2008 realitzada per Ashutosh Gowariker. Es tracta d'un drama històric situat al segle xvi i basat en el matrimoni de conveniència entre l'emperador mogol Akbar i la princesa rajput Jodhaa, personatges interpretats per Hrithik Roshan i Aishwarya Rai. Akbar ha passat a la història per ser un gran governant tolerant i obert a la diversitat; aquesta pel·lícula ofereix una versió sobre el perquè d'aquestes qualitats.

## Argument
Els èxits polítics d'Akbar (Hrithik Roshan) van ser esclatants: quan es va assegurar el control l'Hindu Kush, el seu imperi s'estenia des de l'Afganistan fins a la Badia de Bengala i des de l'Himàlaia fins al riu Narmada. Amb una astuta barreja de diplomàcia, intimidació i ús de la força, Akbar va adquirir finalment la lleialtat dels rajputs, tot i que aquesta no va ser total: Maharana Pratap i molts altres rajàs seguien considerant l'emperador musulmà com un invasor estranger.
Per a afermar aquesta aliança, Akbar va prendre com a esposa Jodhaa (Aishwarya Rai), filla del rei Bharmal d'Amber. Aquesta, però, se sentia com un simple peó dins d'un joc d'interessos polítics, i el gran repte d'Akbar va convertir-se en el de guanyar l'amor veritable de Jodhaa, un amor amagat sota ressentiments i prejudicis extrems.

## Música
La banda sonora és d'A.R. Rahman i les lletres de les cançons de Javed Akhtar.
Llista de cançons:
1. Azeem-O-Shaan Shahenshah
2. Jashn-E-Bahaara
3. Khwaja Mere Khwaja
4. In Lamhon Ke Daaman Mein
5. Mann Mohana
6. Jashn-e-Baharaa (instrumental)
7. Khwaja Mere Khawaja (instrumental)

## Premis[1]

### Filmfare Awards
- Filmfare Award a la millor pel·lícula
- Filmfare Award al millor director - Ashutosh Gowariker
- Filmfare Award al millor actor - Hrithik Roshan
- Filmfare Award al millor lletrista de cançons - Javed Akhtar per Jashn-E-Bahaaraa
- Filmfare Award a la millor banda sonora - A.R. Rahman

### IIFA Awards
- Millor pel·lícula
- Millor director - Ashutosh Gowariker
- Millor actor - Hrithik Roshan
- Millor direcció musical - A.R. Rahman
- Millor lletrista de cançons - Javed Akhtar per Jashn-E-Bahaaraa
- Millor cantant en playback - Javed Ali per Jashn-E-Bahaaraa
- Millor muntatge: Ballu Saluja
- Millor maquillatge: Madhav Kadam
- Meillor vestuari: Neeta Lulla

### Star Screen Awards
- Millor pel·lícula
- Millor director - Ashutosh Gowariker
- Millor actor - Hrithik Roshan
- Millor coreografia per Khwaja Mere Khwaja - Raju Khan
- Millor música - A.R. Rahman